# 高松洋
高松 洋（たかまつ ひろし） は、日本の機械工学者。学位は、工学博士。九州大学教授・同副学長を経て、熊本高等専門学校校長。元日本伝熱学会会長。元日本工学教育協会副会長。

## 人物・経歴
福岡県立修猷館高等学校を経て、1980年九州大学工学部動力機械工学科卒業。1985年九州大学大学院工学研究科動力機械工学専攻修了、工学博士、九州大学助手。
1990年九州大学助教授。2004年九州大学教授。2008年東北大学流体科学研究所客員教授。2010年マレーシア日本国際工科大学機械精密工学小委員会幹事。2011年日本伝熱学会理事。2012年九州大学大学院工学研究院長特別補佐、九州大学バイオメカニクス研究センター副センター長。2014年九州大学大学院工学研究院副研究院長、日本低温医学会評議員。2015年九州大学大学院工学研究院長・工学府長・工学部長。
同年日本機械学会熱工学部門長、日本工学教育協会副会長、九州工学教育協会会長。2016年日本機械学会理事、日本学術振興会科学研究費委員会専門委員。2017年日本学術会議連携会員。2018年九州大学副学長、日本工学アカデミー理事。2021年日本伝熱学会副会長。2022年熊本高等専門学校校長、日本伝熱学会会長。

## 受賞
- 2001年 日本伝熱学会学術賞[1][4]
- 2007年 日本機械学会賞（論文賞）[1][4]
- 2014年 日本伝熱学会学術賞[4]
- 2014年 日本機械学会バイオエンジニアリング部門Paper of the Year Award 2013
- 2014年 Best Poster Award, 20th European Conference on Thermophysical Properties, International Organising Committee of ECTP2014[4]
- 2014年 日本機械学会熱工学部門業績賞[4]
- 2015年 日本機械学会賞（論文賞）[4]
- 2015年 ICR2015 Excellent Poster Presentation Award, Program Committee, The 24th International Congress of Refrigeration[4]
- 2018年 日本伝熱学会賞[4]
- 2020年 日本工学教育協会 JSEE AWARD[4]
- 2020年 日本機械学会熱工学部門功績賞（研究功績賞）[4]
- 2021年 九州工学教育協会功労賞[4]